# Jogág
A jogág az egymáshoz hasonló jogviszonyokat hasonló módszerekkel szabályozó jogszabályok összessége. Az egyes jogágak elnevezése jogrendszertől és az adott államtól függően eltérő lehet. Általában a jogtudomány határozza meg, mikor beszélhetünk egy-egy jogágról vagy csak jogterületről (ez utóbbi alatt a jogágnál szűkebb fogalmat értve).

## Elsődleges és másodlagos jogágak
„...az alapjogágazatok, illetve a történelmileg kialakult klasszikus jogágak mellett kialakulnak ún. másodlagos jogágak, amelyek az esetek egy részében keresztülfekszenek a közjog-magánjog megkülönböztetésen, azaz vegyesen tartalmaznak vertikális, illetve horizontális rendelkezéseket. Ilyen pl. a pénzügyi jog, amely alapvetően közjog, részben sajátos közigazgatási (államháztartási) jog, de pl. a bankok és biztosítások joga részben közjogi, részben magánjogi jellegű (utóbbihoz tartoznak pl. a hitel-, a kölcsön- és a számlaszerződések). A munkajog a munkaszerződés szabályozása folytán alapvetően magánjog, de a kollektív munkajog (kollektív szerződés, sztrájkjog) erősen közjogi természetű. Új vegyes jogág pl. a fogyasztóvédelem joga, a médiajog stb.”

Az ókori római jog - Ulpianus érdekelmélete óta -  a jogrendszert hagyományosan két nagy jogterületre szokás felosztani: közjogra és magánjogra. A közjog a közérdekű életviszonyokat szabályozza, míg a magánjogra a magánérdekű életviszonyokat foglalja össze. Mindkét nagy jogterületen belül a történeti fejlődés eredményeképpen különböző jogágak alakultak ki, a jogág az egymáshoz hasonló jogviszonyokat, hasonló módszerekkel rendező jogszabályokat vonja egy kategóriába. A jogágak egymástól a szabályozás tárgya és módszere szerint különböztethetők meg (pl.: munkajog, családjog, büntetőeljárásjog).

### Nemzetközi jog

Az ENSZ alapítása

A jog fejlődésének eredményeképpen létrejött a nemzetközi jog, mely három nagy jogágat foglal magában: a nemzetközi közjogot, a nemzetközi magánjogot és a nemzetközi szervezetek, integrációk – így a közösségi jogot (az Európai Unió jogát).
- Nemzetközi közjog (public international law) szabályozza a szuverén hatalmak egymás közötti viszonyait. Speciális megkülönböztető jegyeket visel e jogág, mivel általában hiányoznak a nemzetközi jogi kötelezettségek kikényszeríthetőségének feltételei. A nemzetközi közjog legfontosabb jogforrása a nemzetközi vagy regionális szinten kialakult szokások illetve az államok vagy nemzetközi szervezetek közti nemzetközi megállapodások (például: genfi konvenciók, az ENSZ Alapokmánya). Szintén e jogágba tartozik a legtöbb nemzetközi szervezet szabályozása is, így például az ENSZ, a Nemzetközi Büntetőbíróság, a WTO, az ILO és az IMF.
- Nemzetközi magánjog (private international law vagy conflict of laws) szabályozza azokat a helyzeteket, mikor az a kérdés merül fel, hogy egy életviszonyt, jogviszonyt mely állam vagy szervezet joghatósága előtt, mely állam bírósága előtt döntsék el, melyik állam bíróságának kell eljárnia az adott ügyben. Modern világunkban – a tőke és a munka szabad áramlásának következményeként is – a világ különböző jogrendszerei mindennapos kapcsolatba kerülnek egymással a kereskedők nemzetközi szintű vállalkozásai miatt, illetve a személyek szabad mozgása miatt. A nemzetközi magánjog szabályozza a nemzetközi választottbíróságok működését, joghatóságát is.
- Közösségi jog (Az Európai Unió joga) – az Európai Unió a legátfogóbb, legegységesebb és legszabályozottabb nemzetközi integráció és mint ilyen egy európai nemzetek feletti jog megteremtője. A világgazdaság fejlődésével párhuzamosan más gazdasági térségekben is egyre jelentősebb integrációk alakulnak ki, integrációs jogok jönnek létre. Az európai államok szuverenitásuk egyes részeiről lemondva csatlakoztak az európai közösséghez, amelynek saját bírósága, parlamentje és végrehajtó gyűlése (Európai Tanács, Európai Bizottság) van. Az Európai Unió jogszabályokat alkothat, amelynek alkalmazása a tagállamokban kötelező. Ahogyan az Európai Bíróság 1962-ben megjegyezte: „Az Európai Unió joga a nemzetközi jog egy magasabb foka, amely számos előnnyel és kedvezménnyel járul hozzá a tagállamok fejlődéséhez”.

### Alkotmányjog

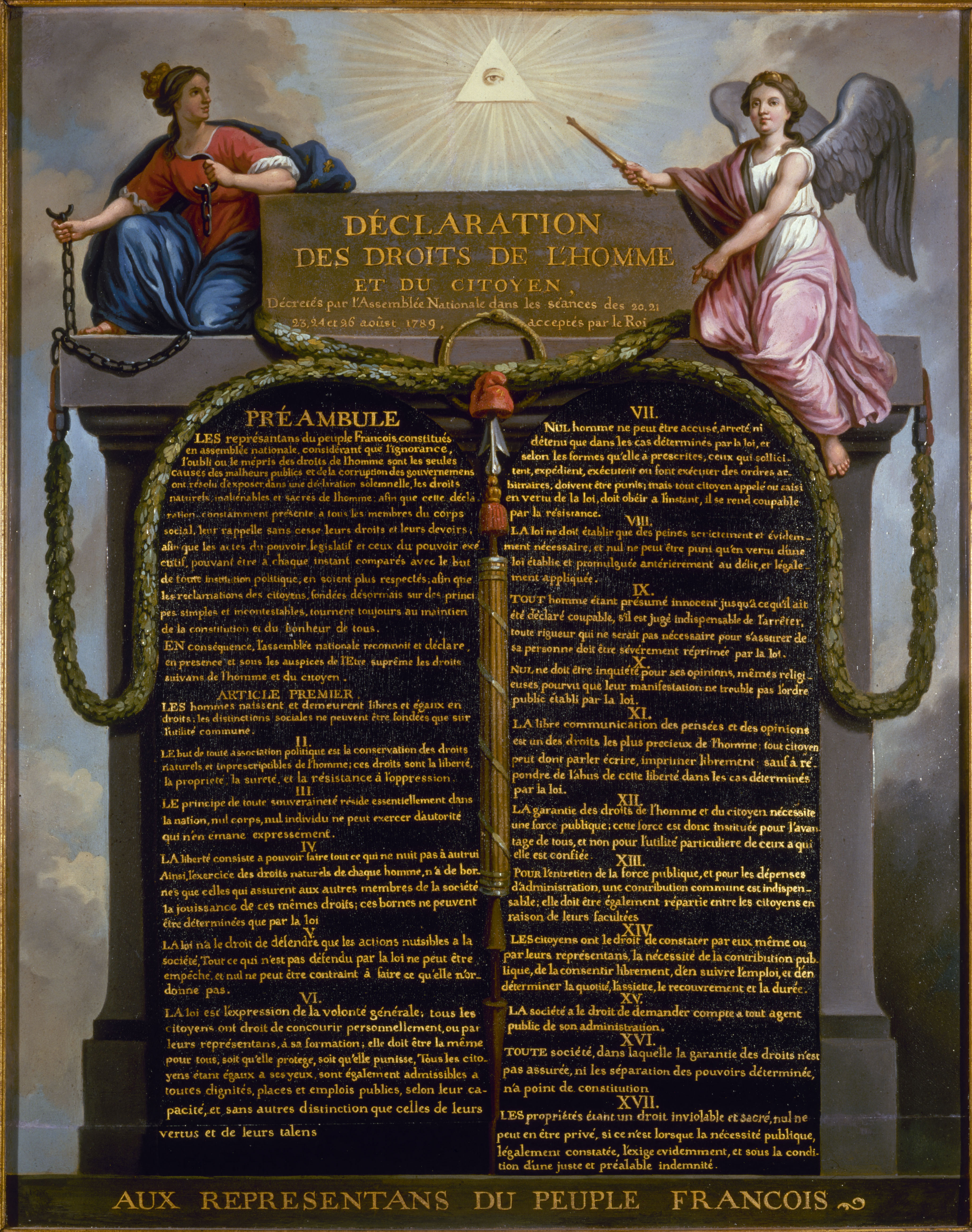
1789. augusztus 26-án fogadták el Franciaországban az Emberi és polgári jogok nyilatkozatát, amely tartalmazta a legfontosabb emberi jogi alapelveket

Az alkotmányjog mindig az egyes szuverén államhoz kötött, e jogág szabályai határozzák meg az állam alapvető felépítését, az államrendszer elveit, legfontosabb intézményeit. A modern jogrendszerekben az alkotmányjog biztosítja a törvényhozó, végrehajtó és bírói-törvénykezési hatalom elkülönülését, a hatalmi ágak megosztásának elvét. Az alkotmányjog vagy egy írott alaptörvényen – az alkotmányon nyugszik (például: az Alaptörvény, USA alkotmánya), amelyet az alkotmányozó gyűlés fogad el; vagy nem egységes, jogelvek és fundamentális törvények halmaza határozza meg a jogág tartalmát (például: Egyesült Királyság alkotmánya: írott konvenciók – Bill of Rights – esetjog (case law), szokásjog). Az alkotmány szabályozza a jogszabály megalkotásának módját, a parlamentek működését, a választási rendszert és a kormányzás fontosabb intézményeit. Rendezi az önkormányzatok és a központi hatalom viszonyát, szabályozza az államfő hatáskörét, feladatait. A bíróságok felépítését, szervezetét, hatáskörét is rendezi.
Az alkotmányjog az állami berendezkedés szabályozása mellett rendelkezik az alapvető szabadságokról, deklarálja az állampolgár jogait, kötelességeit, egységbe foglalja a legfontosabb emberi jogokat. Így általában az alkotmányok szólnak az élet védelméről, emberi méltósághoz való jogról, a személyes szabadságról, tisztességes eljáráshoz való jogról, lelkiismereti szabadságról. Deklarálják a véleménynyilvánítás, a gyülekezési jog és az egyesülési jog szabadságát, a tulajdonhoz való jogot, az állampolgárok egyenjogúságát. Tanítja a választási rendszert, a népszavazást, az állampolgárság megszerzését és elvesztését, a külföldiekre vonatkozó joganyagot, a menekülteket és a menedékeseket, a vízumokat, foglalkozik az ügyészség szervezetével és feladataival. Érinti az alapvető alkotmányos alapelveket, a hatalommegosztást, a szuverenitást, a jogállamiságot.

### Közigazgatási jog

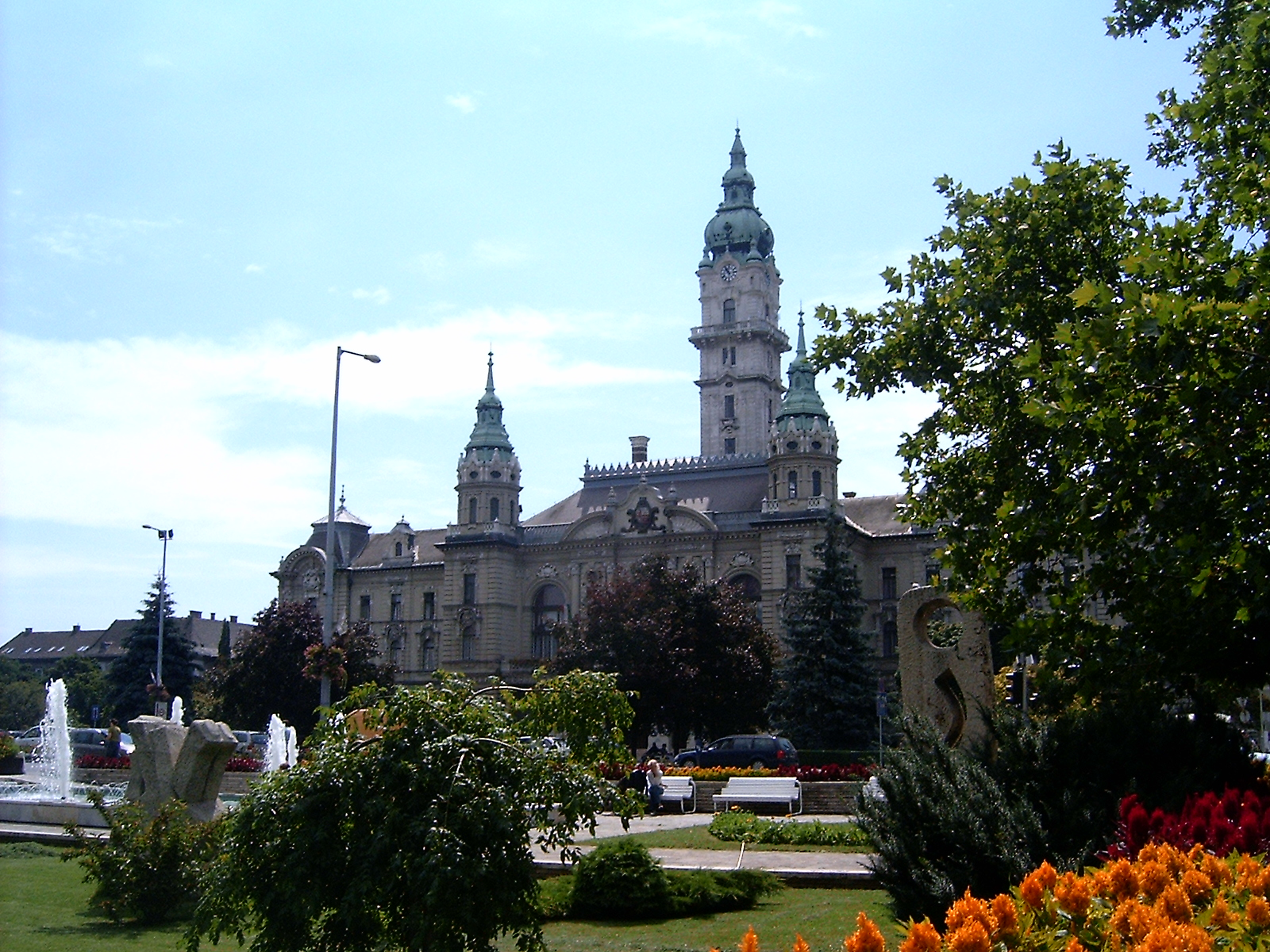
Győri városháza mint a helyi közigazgatás központja

A közigazgatási jog a közigazgatás anyagi és eljárási jogviszonyaival foglalkozó jogág, a közjog része, államspecifikus, történeti fejlődés eredményeképpen jött létre az állam bürokratizálódásának folyományaként. A közigazgatási jog az alkotmányjog által szabályozott viszonyrendszer konkretizálását célozza. A közigazgatási jog részletezőbb mint az alkotmányjog. A közigazgatás jogalkalmazást és döntés-előkészítést végez, legfontosabb feladatai az állam akaratának megvalósítása illetve közszolgáltatások nyújtása az állampolgároknak meghatározott ügyintézési és eljárási folyamatban.
A közigazgatási jog elsősorban a központi hatalom és az önkormányzatok, köztestületek működését, szervezetét szabályozza, rendezi a felügyelet, ellenőrzés és irányítás hatékony rendszerét, meghatározza a köztisztviselők jogviszonyát, alkalmazási feltételeit. Szabályozza a dekoncentrált szervek hatáskörét, feladatait, működését. A közigazgatási eljárásban meghozott közigazgatási határozatok a legtöbb országban bírósági kontroll alatt állnak, felülvizsgálhatók. Az első speciális közigazgatási bíróság a Conseil d'État volt Franciaországban, amit Napóleon hozott létre 1799-ben.

### Büntetőjog
A büntetőjog a jog azon ága, amely meghatározza azokat a közösségellenes, nemkívánatos magatartásokat – bűncselekményeket – amelyek tanúsítása esetén az elkövetőt büntetőjogi felelősségre vonják és megbüntetik. A jogalkotó megalkotja a törvényi tényállást, melyhez büntetési tételeket kapcsol. A törvényi tényállást kimerítő cselekmény a bűncselekmény, a törvényi büntetési tétel keretei között kiszabásra kerülő jogkövetkezmény pedig a büntetés.
A büntetőjognak két fő vizsgálódási területe van, a bűncselekménytan, ami a bűncselekmény megvalósulását, elemeit (jogtárgy, elkövetési tárgy, elkövetési magatartás, eredmény, okozati összefüggés, szándékosság, gondatlanság), a büntetőjogi felelősségre vonás akadályait (gyermekkor, kóros elmeállapot, kényszer, tévedés, jogos védelem stb.), a bűncselekmény megvalósulásának stádiumait (befejezett bűncselekmény, kísérlet, előkészület) illetve a bűncselekmény elkövetőit (tettes, részes) vizsgálja. A másik nagy csoport a büntetéstan, ami a büntetés alapját, célját, mértékét, speciális elkövetőkre (például: fiatalkorú), vonatkozó szabályait rendezi rendszerbe.
Minden bűncselekménynek van három fogalmi eleme, amelyeknek minden bűncselekmény esetén meg kell valósulnia. Ilyen a tényállásszerűség – vagy másképpen büntetendőség, mely azt jelenti, hogy bűncselekmény az a cselekmény, melyre a törvény büntetés kiszabását rendeli (nullum crimen sine lege, nulla poena sine lege). A büntetendőség arra ad választ, hogy a cselekmény kimerítette-e egy törvényi tényállás kereteit. A következő fogalmi elem a társadalomra veszélyesség – másképpen jogellenesség, mely azt fejezi ki, hogy a törvényi tényállásba ütköző cselekmény jogellenes, nincs olyan jogellenességet kizáró ok, mely a cselekményt jogszerűvé tenné. Az utolsó e körbe tartozó bűncselekményi fogalmi elem a bűnösség, mely lélektani mozzanatokra épül: az elkövető tudatában szándékosság vagy gondatlanság jelenik meg a cselekménye tükröződéseként. A cselekmény és annak következménye az elkövetőnek felróható.
Az angolszász jogrendszerekben a bűncselekménynek két fő fogalmi eleme van: a mens rea – bűnös tudat, illetve az actus reus – bűnös tett. Mindkét fogalmi elemnek meg kell valósulnia ahhoz, hogy a bűncselekmény megvalósuljon. Ha hiányzik a bűnös tudat, a tett – akár erőszakos cselekmény – nem feltétlenül lesz büntetendő (például: jogos védelem, beszámíthatatlanság). Egy 19. századi angol esetben a R v. Dudley and Stephens ügyben a védelem végszükségre hivatkozott, mivel a Mignotte nevű hajó Southamptonból útban Sydney felé elsüllyedt. A legénység három tagja egy csónakban hánykolódott, és mivel éhhalál fenyegette őket, az egyik matrózt megölték és megették. Dudley és Stephens életben maradtak, megmentették őket, majd bírósági eljárás indult ellenük emberölés vádjával. Végszükségre hivatkoztak, így próbálták cáfolni, hogy fennállt volna a mens rea – bűnös tudatuk az emberölésben. A bíróság nem fogadta el azt az érvelést és halálra ítélték a matrózokat, akiket azonban a közfelháborodás, különösen a tengerészek szolidaritása miatt, végül mégsem végezték ki, kegyelmet kaptak és csak hat hónapnyi börtönbüntetésre ítélték őket.
Az ítéleteket, így a büntetéseket minden esetben bíróságok hozzák meg, megkülönböztethetünk főbüntetéseket, mellékbüntetéseket és intézkedéseket. A legtöbb büntetés napjainkban szabadságvesztés, pénzbüntetés vagy közérdekű munka, halálbüntetést Európában már nem hajtanak végre. Nagy hangsúlyt fektetnek az elítéltek nevelésére, rehabilitációjára, iskoláztatására. Nemzetközi szinten több mint 104 ország ratifikálta már a Nemzetközi Büntetőbíróságról szóló nemzetközi megállapodást, amely az emberiség elleni bűncselekmények elkövetőit állítja a bíróság elé, és hirdet ítéletet az egyes ügyekben.

### Büntető eljárásjog

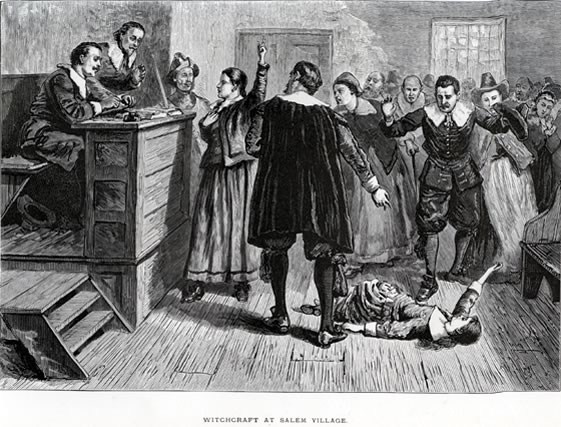
Egy hírhedt büntetőeljárás a 17. századból: a Salemben boszorkánysággal megvádolt és elítélt emberek elleni per.

A büntetőeljárás olyan eljárási cselekmények folyamata, amelyek annak eldöntésére, elbírálására hivatottak, hogy történt-e bűncselekmény, azt ki követte el és milyen keretek között alkalmazható a terheltre a büntető anyagi jog, milyen büntetési tétel kerüljön kiszabásra, vagy mentsék-e fel a vádlottat. A büntetőeljárás – mint eljárási jog – a büntetőjog – mint anyagi jogra épül, annak állam általi kikényszerítését végzi el. A büntetőeljárás legfontosabb alapelvei az ártatlanság vélelme, a védelem joga, a jogorvoslati jog és a vádelv. Az eljárás jellemzően három illetve többszereplős: a védővel és a vádlottal szemben áll a vád képviselője, az ügyész, a vita eldöntése a bíróság hatásköre, nagy szerepük van a tanúknak, szakértőknek és a sértettnek is. Az eljárás központi magja a bizonyítás, az ártatlanság vélelmének megdöntése, ezáltal a bűnösség kimondása. A büntetőeljárás során kényszerintézkedéseket lehet foganatosítani (például: előzetes letartóztatás, távoltartás, óvadék) legtöbbször a terhelttel szemben.
A büntetőeljárás szakaszai: nyomozás, vádemelés, tárgyalás előkészítése, elsőfokú tárgyalás, másod- és harmadfokú tárgyalás, végrehajtás, esetleges rendkívüli jogorvoslatok. A tárgyaláson történik meg a bizonyítás, a védő- és vádbeszédek, a tárgyalás után hirdetik ki az ítéletet. Másod- és harmadfokra akkor kerül az ügy, ha fellebbezés történik akár a vád, akár a védelem részéről. A jogerős határozat kihirdetése után az abban foglaltak végrehajthatók.

### Polgári jog
A polgári jog a magánjogi jogágak kiemelkedő, legfontosabb jogterülete, tartalmazza mindazokat a jogelveket, általános szabályokat, jogintézményeket, melyek a viszonylagos elkülönültségű, eredetileg a polgári jogba tartozó más jogágakban újból megjelennek. A polgári jog törvény által garantálja az ember számára az önrendelkezés szabadságát, a személyisége kibontakozását, védelmét és ehhez tartozóan a vagyonával való szabad rendelkezést mind élők között, mind a rendelkező személy halála esetére.
A polgári jog valamennyi civilisztikai jogág anyajoga, tartalmazza a legfontosabb alapelveket (jóhiszeműség és tisztesség elve, joggal való visszaélés tilalma, együttműködés elve).
A polgári jog egyik jogterülete a személyi jog – mely a természetes személyek és jogi személyek jogképességével, cselekvőképességével, ezek keletkezésével és megszűnésével foglalkozik, ill. védi a személyhez fűződő jogokat, biztosítja a szellemi alkotások védelmét.
A dologi jog foglalkozik a dolog fogalmával, a dolog megszerzésével, megterhelésével, birtoklásával, használatával, a vele való rendelkezéssel, a dolog feletti tulajdon megszerzésével, a közös tulajdonnal, a használati jogokkal (szolgalom, haszonélvezet, földhasználat), és a birtokkal, birtokvédelemmel. A dologi jog Grosschmid Béni szavaival élve: "sűrített negatív kötelem" – a dolog tulajdonosával szemben mindenki tűrni köteles, a dologi jog abszolút hatályú, mindenkivel szemben fennálló jog, mely a fennálló helyzet változatlanságát (statika) biztosítja a jogosult javára. Karl Savigny szerint a tulajdon az egész világgal szembeni jog egy dolog felett, szemben a kötelmekkel, szerződésekkel, ahol a kötelezettségek, jogosultságok meghatározott személyek között, egymás viszonyában állnak fenn.
A polgári jog másik nagy jogterülete a kötelmi jog, ennek általános illetve különös része. A kötelmi jog szabályozza az egyes individuális személyek egymás közötti ügyleteit, az egymással szemben fennálló jogosultságokat és kötelezettségeket. A kötelmi jog főszabályszerűen relatív szerkezetű, mellérendelt jogviszonyban álló meghatározott jogalanyok, kölcsönös és egyenértékű követelései és tartozásai egységének diszpozitív jellegű szabályanyaga. Ezek a kötelmi viszonyok a dologi jogviszonyok szándékolt változtatását, vagy a nem kívánt változások reparációját (kártérítés) biztosítják. Az egyik legfontosabb, leggyakoribb kötelem a szerződés, mely a pacta sunt servanda elven alapul, megköthető írásban, szóban vagy ráutaló magatartással is. A szerződések módosíthatók, megtámadhatók, semmiségükre a felek hivatkozhatnak. A kötelmi jog szabályozza a szerződést biztosító mellékkötelezettségeket (például: zálogjog, foglaló, kezesség, jótállás), a teljesítést, a szerződésszegést, a szerződés megszűnését is. A kötelmi jog különös része szabályozza az egyes szerződéstípusokat (például: adásvétel, bérlet, letét, vállalkozás, megbízás, biztosítás, ajándékozás, tartási szerződés).
A kötelmi jog körébe tartozik a felelősség kérdése is: felelősség a szerződéssel okozott károkért, illetve a szerződésen kívül okozott károkért. A kártérítés, kártalanítás, kármegosztás, a veszélyes üzem működéséből eredő károk, az állattartók felelőssége, az épületről lehulló tárgy által okozott kár; a kártérítés mértéke, a nem vagyoni kár megállapítása is a kötelmi jog körébe tartozik.
A polgári jog az öröklési jog körében rendezi a meghalt személy tulajdontárgyainak sorsát, végintézkedést és a törvényes öröklés eseteit, kapcsolatát, módjait, az örökösök felelősségét a hagyatéki tartozásokért, a végrendelet tartalmát, fajait, a végrendelet érvénytelenségét, hatálytalanságát és az öröklési szerződést is. Az öröklési jog biztosítja a kötelesrészt, az örökség kiadását, visszautasítását.

### Polgári eljárásjog
A polgári eljárás bíróságnak polgári ügyekben az igazságszolgáltatás megvalósítására, annak elősegítésére irányuló, jogilag szabályozott tevékenysége, melyben közreműködnek a polgári ügyben érintett felek, azok képviselői, valamint más személyek. A polgári eljárásokat két részre tudjuk tagolni: egyrészt léteznek peres eljárások, melyek keresettel indulnak, másrészt léteznek polgári nemperes eljárások, melyekben soha nem születik ítélet, általában hiányzik a tárgyalás, sokszor nincs ellenérdekű fél.
A polgári eljárás során az eljárási cselekményeket végzők eljárási jogokat és kötelezettségeket szereznek, hoznak létre, változtatnak és szüntetnek meg. A polgári eljárás tárgya a polgári ügy, minden olyan ügy, melynek elbírálása nem a büntetőjog illetve a büntetőeljárásjog alapján történik. A polgári ügyek többsége polgári jogi ügyeket, eseteket jelent.
A polgári eljárás szakaszai: keresetindítás, tárgyalás előkészítése, tárgyalás, ítélet kihirdetése, másodfokú eljárás, felülvizsgálati szakasz, végrehajtási szakasz. A polgári eljárás speciális alapelvei között említhetjük a rendelkezési elvet, kérelemre történő eljárás elvet, a peranyag szolgáltatás elvet, a kétoldalú meghallgatás elvét, a jogérvényesítés segítésének elvét és a jóhiszemű eljárás elvét.
A polgári eljárásokban bíróságok járnak el, melyek joghatósága, hatásköre és illetékessége szabja meg a tárgyalás helyét, az alkalmazandó jogszabályokat. A polgári eljárást általában eljárásjogi kódexek szabályozzák, a kódexek meghatározzák a fél perbeli legitimációját, a pertársaságot, beavatkozást, a meghatalmazotti képviseletet, az eljárási cselekmények fajait, a perköltséget, a kereset fogalmát, fajait, a tárgyalás menetét, a bizonyítás módját, eszközeit, a bírósági határozatokat, a perorvoslati eszközöket.

## További példák jogágakra
- munkajog,
- családjog,
- büntetőjog,
- büntetőeljárásjog,
- földjog,
- mezőgazdasági termelőszövetkezeti jog
- nemzetközi jog (más néven nemzetközi közjog),
- nemzetközi magánjog